# رالف اینس
رالف اینس (انگلیسی: Ralph Ince؛ ‏ ۱۶ ژانویهٔ ۱۸۸۷ – ۱۰ آوریل ۱۹۳۷) کارگردان، بازیگر و فیلم‌نامه‌نویس اهل ایالات متحده آمریکا بود.

## گزیده فیلمشناسی
از فیلم‌ها یا برنامه‌های تلویزیونی که وی در آن نقش داشته‌است می‌توان به آثار زیر اشاره کرد.
- شیکاگو پس از نیمه‌شب (۱۹۲۸)
- کرکس (۱۹۳۷)
- داستان دو شهر (۱۹۱۱)
- وال استریت (۱۹۲۹)
- سزار کوچک (۱۹۳۱)
- قانون دریا (۱۹۳۲)
- جنایت بی‌نقص (۱۹۳۷)